# Dendrokronologija
Dendrokronologija (antično grško: δένδρον, dendron, »drevo«; in: χρόνος, kronos, »časovno«; ter: -λογία, -logia, veda) temeljiji na analizi karakterističnega zaporedja širin branik z namenom datiranja (določitve koledarskega leta nastanka branike). Kot taka je med drugim uporabna za razlage preteklih dogajanj v življenju drevesa.
Širina branik od leta do leta variira, pri čemer ekstremne branike služijo za orientacijo. Širine branik iste drevesne vrste na istem rastišču po navadi variirajo podobno, ne pa enako, ker nanje vedno vplivajo še številni nedoločljivi dejavniki (mikrorastiščni dejavniki).
V zadnjih desetletjih sta se zaradi naraščajočega propadanja gozdov in raziskav globalnih sprememb klime oblikovali posebni veji, dendroekologija in dendroklimatologija.

## Dendroekologija
Veja dendrokronologije je dendroekologija, s katero, na podlagi datiranja branik, analiziramo ekološke dejavnike kot so klima (dendroklimatologija), geomorfični procesi
(dendrogeomorfologija), tektonski procesi, požari, antropogeni dejavniki itd.

## Uporaba dendrokronologije
Uporablja se za datiranje, ekološke raziskave, pomembna je za konzervatorstvo in restavratorstvo. Dendrokronološko datiranje je metoda za določevanje starosti lesenih objektov.
Možni sta tudi napoved poseka drevesa ob prisotnosti skorje in določitev števila manjkajočih branik kadar je znano leto poseka ali odvzema vzorca.

## Postopek dendrokronološke analize
Dendrokronološka analiza se začne z odvzemom, pripravo in analizo vzorcev. Pri datiranju se srečujemo s številnimi problemi, kot so problematične drevesne vrste, premajhno število branik in nezmožnost razločevanja branik.
Ne glede na to za kaj dendrokronološko metodo uporabljamo, je prvi korak vedno datiranje oz. določitev leta v kateri je posamezna branika nastala. Za analizo in datiranje branik je v veljavi več različnih metod. V ameriških laboratorijih uporabljajo metode, kjer najprej preštejejo in pregledajo branike, nato pa les različnih vzorcev primerjajo. Če poznamo leto odvzema vzorca lesa, ker se na njem nahaja skorja, lahko za neproblematične branike določimo, kdaj so nastale in evidentiramo v katerem časovnem obdobju so nastale branike s posebnostmi. Pri datiranju si pomagamo s skeletnimi grafi (skeleton plot). Ko določimo datume nastanka branik, izmerimo še njihove širine. V evropskih laboratorijih večinoma najprej izmerimo širine branik, nato pa grafe zaporedij širin branik sinhroniziramo (primerjamo) in datiramo s primerjanjem izmerjenega zaporedja širin branik z drugimi zaporedji ali z referenčno kronologijo.